# Hypena cowani
Hypena cowani är en fjärilsart som beskrevs av Pierre E.L. Viette 1968. Hypena cowani ingår i släktet Hypena och familjen nattflyn. Inga underarter finns listade i Catalogue of Life.